# Anabacerthia lichtensteini
El ticotico ocráceo chico (Anabacerthia lichtensteini), también denominado ticotico ocráceo, es una especie de ave paseriforme de la familia Furnariidae, perteneciente al género Anabacerthia. Es nativo del centro sureste de América del Sur.  

## Distribución y hábitat
Se distribuye  por el sureste de Brasil (desde el sur del estado de Bahía, sur de Goiás, y sur de Mato Grosso del Sur hasta el centro de Río Grande del Sur), en el noreste de Argentina (Misiones) y este de Paraguay.
Esta especie es considerada bastante común en su hábitat natural, el estrato medio y el sub-dosel de selvas húmedas de la Mata Atlántica hasta altitudes de 1000 m.

## Sistemática

### Descripción original
La especie A. lichtensteini fue descrita por primera vez por los ornitólogos alemanes Jean Cabanis y Ferdinand Heine Sr. en 1860 bajo el nombre científico Philydor lichtensteini; su localidad tipo es: «Brasil».

### Etimología
El nombre genérico femenino «Anabacerthia» resulta de una combinación de los géneros Anabates (los colaespinas) y Certhia (los agateadores). y el nombre de la especie «lichtensteini», conomemora al ornitólogo alemán Martin Hinrich Carl Lichtenstein (1780-1857).

### Taxonomía
Los estudios genéticos-moleculares de Derryberry et al. (2011), demostraron cabalmente que las especies entonces denominadas Philydor ruficaudatum y Philydor lichtensteini, estaban mucho más próximas al género Anabacerthia. La presente especie es hermana de Anabacerthia amaurotis. Mediante la aprobación de la Propuesta N° 527 al Comité de Clasificación de Sudamérica (SACC) en 2012, fueron transferidas, cambiando sus nombres científicos para: Anabacerthia ruficaudata y A. lichtensteini. Es monotípica.